# Polilinker
Polilinker, miejsce wielokrotnego klonowania, MCS (od ang. multiple cloning site) – krótki odcinek DNA zawierający wiele miejsc rozpoznawanych przez różne enzymy restrykcyjne. Jest używany w biotechnologii, bioinżynierii i genetyce molekularnej.
Nowe polilinkery wytwarza się w procesie chemicznej syntezy oligonukleotydów według zaplanowanej i przydatnej do manipulacji genetycznych sekwencji. Już istniejące polilinkery można produkować metodą amplifikacji DNA.

Przeczytaj ostrzeżenie dotyczące informacji medycznych i pokrewnych zamieszczonych w Wikipedii.